# Skin Yard
Skin Yard — американський рок-гурт, заснований в 1985 році в Сіетлі, один із перших гранджових колективів.

## Історія
Засновниками гурту стали гітарист Джек Ендіно та бас-гітарист Деніел Хаус. В 1985 році вони почали грати разом, згодом додавши до складу вокаліста Бена Макміллана та барабанщика Метта Кемерона. Перший концерт Skin Yard відбувся в червні 1985 року. Невдовзі перші пісні Skin Yard потрапили до збірки Deep Six, що вийшла на лейблі C/Z Records, та містили композиції молодих місцевих гуртів, таких як Green River, Melvins, Malfunkshun, Soundgarden, та більш досвідчених The U-Men. Пізніше ця збірка буде вважатись важливим історичним документом і передвісником гранджу.
Дебютна платівка гурту, однойменна Skin Yard, вийшла в 1986 році. Завдяки важкому та психоделічному звучанню колектив порівнювали із тогочасними Soundgarden. Більш того, саме до Soundgarden невдовзі перейшов барабанщик Skin Yard Метт Кемерон. Протягом наступних двох років ця позиція залишалась найбільш проблемною в гурті, її по черзі займали Стів Від, Грег Гілмор та Джейсон Фінн, які надалі переходили до інших місцевих гуртів.
В 1988 році вийшов другий альбом Skin Yard Hallowed Ground, на якому місце за барабанами зайняв Скотт Маккалум (також відомий як Норман Скотт). В цьому ж складі гурт записав і третю платівку Fist Sized Chunks, що вийшла на початку 1990 року після тривалого концертного турне. Проте засновників колективу музична кар'єра почала цікавити все менше. Джек Ендіно витрачав багато часу, продюсуючи та записуючи альбоми для Mudhoney та Nirvana, а Деніел Хаус працював менеджером з продажу на лейблі Sub Pop, а потім став володарем лейблу C/Z Records, викупивши права на нього у засновників.
Після тривалої перерви, в 1991 році Skin Yard несподівано повернулись із новим барабанщиком Барретом Мартіном з Screaming Trees, та випустили чергову платівку 1000 Smiling Knuckles. В 1992 році вийшов ще один альбом Skin Yard Inside the Eye, на якому замість Хауса грав Пет Педерсен. Проте невдовзі гурт остаточно розпався. Ендіно заснував сольний проєкт Sandworm, долучивши до нього Мартіна та Педерсена, та продовжував працювати продюсером. Бен Макміллан разом зі Скоттом Маккалумом перейшли до Gruntruck.
У 2001 році на лейблі C/Z Records вийшла збірка рідкісних пісень Skin Yard Start at the Top.

## Музичний стиль
На початку кар'єри звучання Skin Yard було схожим на творчість іншого, більш відомого сіетлського колективу Soundgarden. Обидва колективи грали важкий психоделічний рок, а пісні відрізнялися складними аранжуваннями. Проте в журналі Rolling Stone відзначали, що стиль гурту було важко визначити, настільки сильно їхня музика відрізнялась навіть від інших місцевих колективів, поруч з якими Skin Yard дебютували на збірці Deep Six.
Другий лонгплей Skin Yard Hallowed Ground вважається одним із визначальних гранджових альбомів. На лейблі Tosic Shock його назвали «більш яскравим психозом від сіетльских Skin Yard, залитих кислотою». Завдяки барабанщику Скотту Маккалуму, до гортанного вокалу Макміллана, емоційних гітарних партій Ендіно та ритмічних басових аранжувань Хауса додалась панк-рокова енергія. «Він просто підпалив нас та неймовірно підняв рівень енергії, щоб ми не зосереджувались на обережній грі, а стали більш брудними та голосними» — згадував Ендіно. На думку лідера гурту, від колективів лейблу Sub Pop Skin Yard відрізнялись своєю близькістю до хеві-металу, в них було «забагато Black Sabbath». Хоча Hallowed Ground було записано на ту ж саму апаратуру, що й «нірванівський» Bleach, в журналі Rolling Stone їх назвали дуже різними, порівнюючи окремі пісні або з гуртом Ніка Кейва, що грає через фузз-бокс, або з уявним Девідом Лі Ротом, що очолює Hüsker Dü.
На сайті Metal Injection Skin Yard віднесли до десяти найважчих гранджових гуртів. На думку Вільяма Бойда, Hallowed Ground (1988) вийшов занадто еклектичним, але справжнім шедевром став альбом 1000 Smiling Knuckles (1991) — «грандж, наповнений токсичним важким металом, що робить цю платівку незабутньою». Бойд зазначив, що Skin Yard буквально «випередили час» та відіграли важливу роль у становленні гранджового руху.

## Склад гурту
Оригінальний склад
- Джек Ендіно — гітара (1985—1993)
- Деніел Хаус — бас-гітара (1985—1991)
- Бен Макміллан — вокал (1985—1993)
- Метт Кемерон — барабани (1985—1986)

Інші учасники
- Стів Від — барабани (1986)
- Грег Гілмор — барабани (1986)
- Джейсон Фінн — барабани (1986—1987)
- Норман Скотт — барабани (1987—1989)
- Баррет Мартін — барабани (1991—1993)
- Пет Педерсен — бас-гітара (1992—1993)

## Дискографія
- 1986 — Skin Yard
- 1988 — Hallowed Ground
- 1990 — Fist Sized Chunks
- 1991 — 1000 Smiling Knuckles
- 1993 — Inside the Eye
- 2001 — Start at the Top (збірка)